# Parafia św. Jadwigi Królowej w Ostrzeszowie
Parafia Świętej Jadwigi Królowej w Ostrzeszowie – parafia rzymskokatolicka należąca do dekanatu Ostrzeszów diecezji kaliskiej. Została utworzona w 1997. Kościół parafialny w budowie od 2001. Mieści się przy ulicy Jana Pawła II.